# Судска пракса
Судска пракса је компонента правног система која обухвата одлуке из свих правних области свих судова са даљом разгранатом структуром на подгрупе и подручја. Има преко 30.000 примера, и број се свакодневно увећава. У основној структури заступљене су све правне области и то:
- Уставни судови
- Кривично право
- Кривични поступак
- Управно право
- Облигационо право
- Стварно право
- Породично право
- Наследно право

## Појам
У англосаксонском правном систему судска пракса има значај извора права, а код нас постоји тенденција ка томе. То значи признавање судовима да својим одлукама могу да креирају право, а не само да га примењују и тумаче. Данас је у већој мери изражено интересовање за судском праксом као извором права. У континенталном праву, о овом питању имамо два супротна става:
По једнима судској пракси треба признати значај извора права, јер услед двостепености суђења ставови виших судова продиру као извор права, а по другима судској пракси не треба признати овај карактер.
У европскоконтиненталном правном систему (грчко- романско- германској породици права) значај судске праксе може бити одређен само на основу њене повезаности са законом. Обавеза судије да пресуду коју доноси утемељи на тексту закона, омогућила је да се целокупна судијска делатност представи искључиво као тумачење закона. Монтескјеов став да судија треба ”само да изговара речи закона”, добило је снажну потврду у правном позитивизму XIX века. Судска пракса није сматрана извором права а њен учинак у правном поретку разматран је у оквиру проучавања метода тумачења права.

## Судска пракса као правна делатност
Традиционално гледиште о судској пракси одржало се, у извесној мери, и данас. Ипак савремени заступници овог гледишта нису могли предвидети да делатност судије није чисто механичка. Њен стваралачки карактер било је тешко негирати, посебно кад се узме у обзир да је француски Грађански законик (члан 4. СС) забранио судији да одбије решавање одређеног случаја због непоштовања законске норме која тај случај уређује а Грађански законик Швајцарске га је овластио, штавише, да такав случај реши као да је законодавац. Стога, традиционалисти не тврде више да судска пракса није стваралачка делатност већ наглашавају да судска власт не ствара правне норме, тј. Општа и апстрактна правила обавезна за све субјекте на које се односе. Ово гледиште има више присталица у земљама германског него француског права.
Очигледно је да су делатношћу судова настала бројна општеобавезна правила. Нека од тих правила уобличена су лагано доношењем одлука од судова различитих нивоа. Обрнуто, нека правила су створена доношењем само једне судске одлуке или заузимањем одредјених правних схватања од посебних институција у вишим или највишем суду (седнице судских одељења или општа седница свих судија одредјених високих судова). Стога, и поред постојања одређених личности у постепеном настајању обичајних правила и правила судског порекла, не треба судску праксу сматрати посебном врстом обичајног правног извора. Напротив, судска пракса представља посебан, аутономан, извор права.

## Судска пракса као извор права
Поред овог традицоналног гледишта, у савременој теорији и пракси све више јача теза о судској пракси као извору права. Притом, извесни писци ту чињеницу отворено износе, а други, користећи неутралне формације, извлаче закључак о судској пракси као формално или фактичком извору права. Француски и други романски писци то постижу на други начин. С обзиром на чл. 5 француског Грађанског законика (овим чланом забрањује се судији да одлучује о конкретном случају општом нормом), ови писци одређују значење речи извор права од традиционалног поимања. Према њиховом мишљењу, изворима права треба назвати све чиниоце који утичу на стварање и даљи развој права, а не само општеобавезне и апстрактне норме донете од законодавца или настале правним обичајима. Нема сумње да судска пракса утиче на стварање нових нормативних садржаја тако и на даљи развој права. Стога, знатан део француске правне теорије сматра, полазећи од наведеног, ширег, поимања извора права, да је судска пракса аутомони правни извор.

## Признавање судске праксе
Признавање судској пракси правностваралачког карактера, без обзира на то да ли се истовремено сматра формалним или само фактичким извором права, простиче из несумњиве чињенице да су многи правни институти савременог права настали делатношћу судске праксе. Објективна одговорност за опасне ствари, тј. Увећани ризик који носи њихова употреба, плод је стваралачке судске делатности. Иако француски Грађански законик из 1804. године није познавао институцију објективне, неискривљене одговорности, француски судови, позивајући се на чланове 1284. и 1285. француског Грађанског законика (о одговорности за штете настале од њихове грађевине или животиње), почели су досуђивати накнаду штете радницима који су је претрпели у процесу рада од машина и других опасних ствари, без потребе да буде доказана кривица власника тих ствари. Једноставно, у дилеми ко треба да сноси штету када не постоји субјективна одговорност ни радника ни власника опасне ствари, суд се определио за решење које налаже правда- где је корист од употребе опасне ствари, тамо је и ризик. Познати француски правни писац Рејмонд Салеј указао је да су судови судили не на основу речи Грађанског законика већ његовог духа, а други велики француски писац Мазо је приметио да је судска пракса вечни извор малдости Грађанског законика.

## Судска пракса као извор правних области
Судска пракса није извор само грађанског, приватног, права. Напротив, пракса државног савета у Француској је била извор изузтено значајног дела административног, управног, права. Управно судовање, управни спор, одговорност државе у француском праву настало је као последица делатности Државног савета. С обзиром на то да је Државни савет располагао сличном концентрацијом моћи којом располажу високи судови у Енглеској и резултат у области права је био сличан. Највећи део француског административног права настао је одлуком Државног савета а не законодавца. Наравно, то не значи да се тај однос у стварању административног права задржао и данас.
Након стварања уставног судства у Аустрији, под директним утицајем Ханса Келсена, главног редактора Устава Аустрије из 1919. године, и преузимања те институције од бонског уставотворца 1949. године, не може се спорити карактер одлука уставних судова. Штавише, и највиши редовни судови, ако су овлашћени на вршење судске контроле уставности закона, доносе одлуке са општеобавезним дејством. С друге стране не треба превидети данас ни значај који има Суд европских заједница (тзв. Европски суд).

## Уједначена судска пракса
Ниједна одлука Врховног суда не може да изађе из зграде ако није прошла кроз Одељење судске праксе. На пример, када једна кривична пресуда Окружног суда дође у Врховни суд, предмет се заводи у писарници и додељује се судском већу по утврђеном редоследу, тако да се поштује право на природног судију. Одређује се судија известилац који припрема реферат за већање. После јавне седнице, одлука се доноси већином гласова петочланог већа. Одлука се затим шаље у Одељење судске праксе.

## Одељење судске праксе
Одељење судске праксе је четврто одељење Врховног суда Србије и по значају је потпуно равноправно са Кривичним, Грађанским и Управним одељењем. Одељење судске праксе има одређену надлежност и стручни утицај. Рад Одељења судске праксе мора да буде такав да се очува независност судова. Одељење судске праксе задужено је и за прикупљање и обраду података и правних ставова за потребе правосудног информационог система и припрема податке за сајт Врховног суда на Интернету. Одржава седнице једном месечно или једном у два месеца.

## Примери судске праксе
Кривични закон Републике Србије чл.118а
Брутално кажњавање деце од стране родитеља
"Првостепеном пресудом окривљени је оглашен кривим да је, незадовољан успехом своје деце у школи, отвореном шаком, а затим и ципелом ударао малолетног сина по глави и телу, затим га натерао да се скине го, да трчи по дворишту и да се ваља по снегу, да је њега и другог сина натерао да легну преко кревета, па их је двадесетак пута ударио каишем преко задњице, да би затим првом сину забранио излазак из собе и ускратио храну, а том приликом му нанео вишеструке лаке телесне повреде. Након пар дана, незадовољан што је његов други син дирао мобилни телефон, поцепао му је дуксерицу, каишем га ударио више пута по врату и голим леђима, па му затим претио речима: „Сад ћу да ти одсечем уво!", да би га из собе изгурала мајка, након чега је отишао у дечју собу, разбацао ствари по соби и рекао: „Имате рок до сутра да средите све ово, иначе ћу вас побити!".
Неосновано се жалбом браниоца окривљеног истиче да окривљени није извршио кривично дело насиља у породици, већ да окривљени васпитава своју децу, да приликом васпитавања мора да користи оштрије методе обзиром да са децом има проблеме, да га деца не слушају и да су слаби ђаци у школи.
Прекомерно и брутално кажњавање деце за сваку ситницу коју они учине не представља васпитавање деце, већ управо радњу извршења кривичног дела насиља у породици."

(Пресуда Окружног суда у Београду, Кж. 2049/2004 од 14.9.2004. године